# Sidi M'Hamed Ou Marzouq
Sidi M'Hamed Ou Marzouq  (in arabo سيدي امحمد اومرزوق‎?) è un centro abitato e comune rurale del Marocco situato nella provincia di Essaouira, regione di Marrakech-Safi. Conta una popolazione di 5 341 abitanti (censimento 2014).